# بطولة سيارا 2015
بطولة سيارا 2015 هو موسم من بطولة سيارا ‏. أشرف على تنظيمه Federação Cearense de Futebol ‏، وكان عدد الأندية المشاركة فيه 10، وفاز فيه نادي سيارا.